# Серж Акакпо
Серж Акакпо (фр. Serge Akakpo, нар. 15 жовтня 1987, Ломе) — тоголезький футболіст, захисник. Грав за збірну Того.

## Клубна кар'єра
У дорослому футболі дебютував 2004 року виступами за команду клубу «Осер 2», в якій провів два сезони, взявши участь у 54 матчах чемпіонату. Своєю грою за цю команду привернув увагу представників тренерського штабу головної команди клубу «Осер», до складу якого приєднався 2006 року. Відіграв за команду з Осера наступні два сезони своєї ігрової кар'єри.
У 2008 році уклав контракт з клубом «Васлуй», у складі якого провів наступні два роки своєї кар'єри гравця.
Згодом з 2010 по 2013 рік грав у складі команд клубів «Цельє» та «Жиліна».
До складу ужгородської «Говерли» приєднався 2014 року.
У січні 2016 року став гравцем турецького клубу «Трабзонспор» на умовах оренди до кінця сезону, по завершенні якого став повноцінним гравцем клубу. Згодом грав за інший місцевий клуб «Газішехір Газіантеп», за який виступав до кінця 2017 року.
2 листопада 2018 року він став гравцем київського «Арсенала», але зігравши лише п'ять матчів, 31 січня 2019 року він повернувся до Туреччини підписавши контракт з «Елязигспором».

## Виступи за збірні
У 2005 році дебютував у складі юнацької збірної Франції, взяв участь у 7 іграх на юнацькому рівні.
У 2008 році дебютував в офіційних матчах у складі національної збірної Того.
На Кубку африканських націй 2010 року в Анголі автобус з його збірної піддався нападу ангольських бойовиків, в результаті обстрілу Акакпо був поранений, а його збірна покинула турнір.
Згодом у складі збірної був учасником Кубка африканських націй 2013 року у ПАР та Кубка африканських націй 2017 року в Габоні.
У формі головної команди Того провів 58 матчів та забив 2 голи.

## Титули і досягнення
- Чемпіон Європи (U-17): 2004
- Чемпіон Словаччини: 2011-12
- Володар Кубка Словаччини: 2011-12